# Plaffeiit

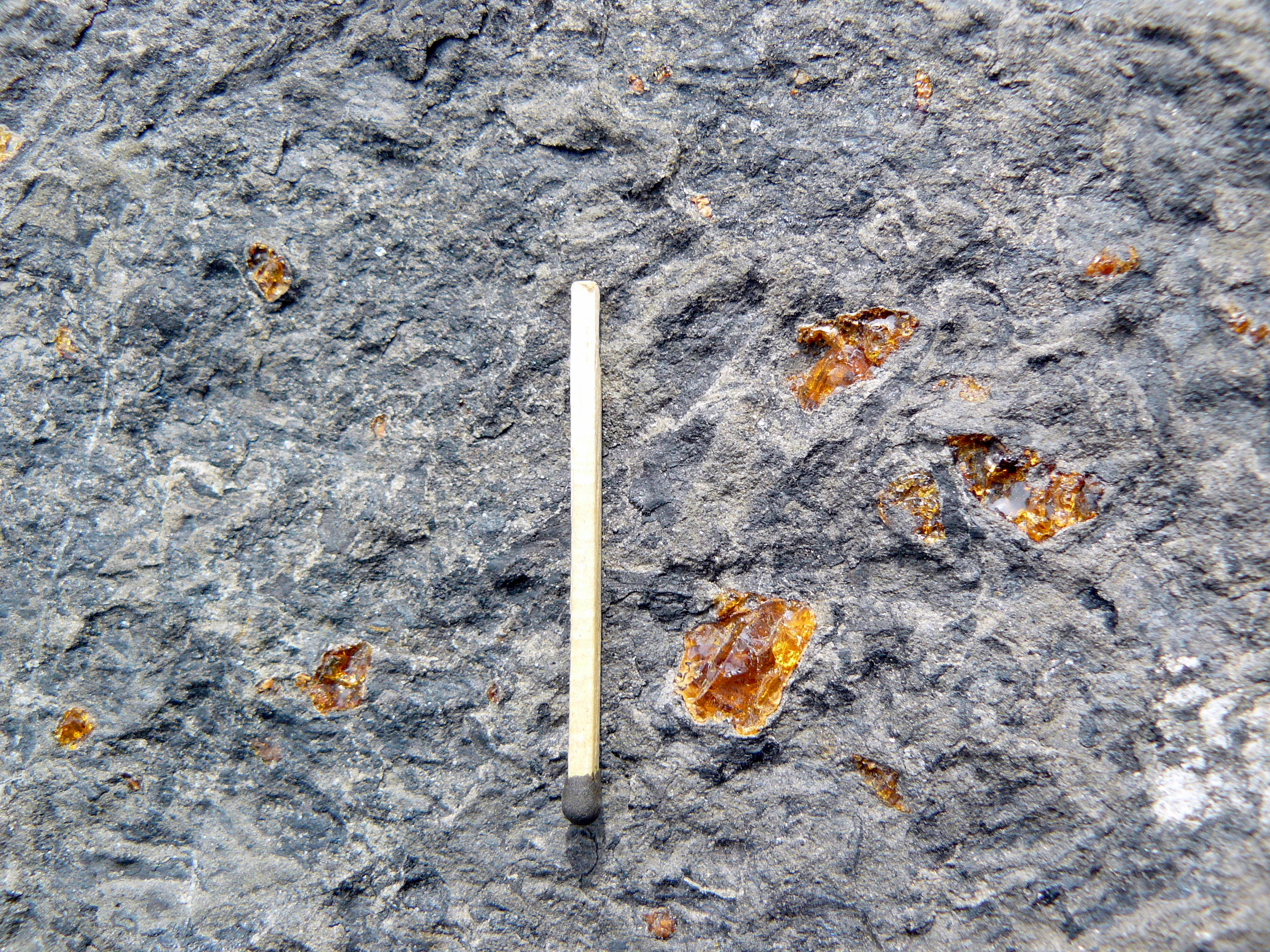
Bernsteinvarietät Plaffeiit in einer Sandsteinplatte aus den Schweizer Alpen

Eine seit dem 19. Jahrhundert bekannte Bernsteinvarietät aus dem Flysch der Schweizer Alpen wird nach einem der rund ein Dutzend bekannten Fundorte (Plaffeien) als Plaffeiit bezeichnet.
Die Bernsteinfundstellen befinden sich in einem bis zu fünf Kilometer breiten Flyschband, das sich am Nordrand der Voralpen zwischen dem Savoyen und dem Vierwaldstättersee erstreckt. Das fossile Harz entstand vor etwa 55 Millionen Jahren im oberen Paläozän. Der Bernstein tritt in Form von Körnern und kleinen Linsen im Gestein auf. Im Unterschied zum fast gleichaltrigen baltischen Bernstein enthält Plaffeiit keine Bernsteinsäure. Im Plaffeiit wurden verschiedene organische Einschlüsse gefunden. Wegen seiner Brüchigkeit eignet sich Plaffeiit nicht als Rohmaterial für die Herstellung von Schmuck.